# 마음의 속삭임
《마음의 속삭임》(프랑스어: Le souffle au cœur, 영어: Murmur of the Heart)은 프랑스, 이탈리아, 서독에서 제작된 루이 말 감독의 1971년 코미디 드라마 영화이다. 레아 마사리 등이 출연하였고, 뱅상 말 등이 제작에 참여하였다.

## 줄거리
1954년 디종에 사는 로랑 슈발리에는 재즈를 사랑하고 성적이 좋으며 제1차 인도차이나 전쟁에 반대하는 중산층 14살 소년이다. 로랑에겐 부인과 의사인 아버지 샤를, 샤를의 두 번째 아내이며 이탈리아 태생인 새어머니 클라라, 장난꾸러기 형 토마와 마르크가 있다.
로랑은 가게 좀도둑질, 자위 등 일탈을 저지르기 시작하는 가운데 클라라가 간통을 저질러 왔다는 걸 알고 동요한다. 로랑은 이를 샤를에게 알리려고 하지만 바쁜 샤를은 로랑을 상대해주지 않는다.
하루는 토마와 마르크가 로랑을 매춘업소에 데려가고, 로랑은 이곳에서 첫 경험을 한다. 로랑은 스카우트 캠프를 갔다가 성홍열로 앓아누우면서 심잡음(souffle au cœur)이 생기고, 치료 과정에서 클라라와의 관계에 변화가 생긴다.

## 출연진
- 레아 마사리
- 브누아 페로
- 다니엘 젤랭
- 마이쾰 롱스달
- 아베 닌키
- 앙리 푸아리에
- 길라 폰바이터스하우젠
- 자크 세레

## 기타 제작진
- 미술: 장자크 카지오